# Thomas Herbert Maddock
Sir Thomas Herbert Maddock (18 maggio 1792 – Londra, 15 gennaio 1870) è stato un funzionario e politico britannico in India e un deputato conservatore che sedette alla Camera dei Comuni dal 1852 al 1857.

## Biografia

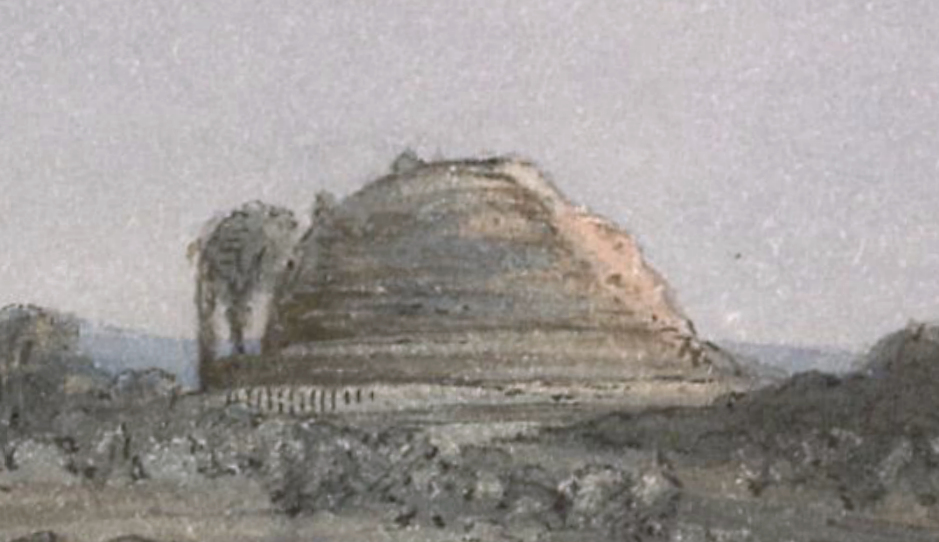
Il Grande Stupa a Sanchi, violato da Maddock nel 1822.

Maddock era il figlio del Rev. Thomas Maddock e di Emily Anne Scott, figlia di Rokeby Scott di Chester. Studiò alla Manchester School. Nel 1811 entrò nel servizio civile della Presidenza del Bengala della Compagnia britannica delle Indie orientali. Nel 1822 si intruse goffamente nel Grande Stupa dei monumenti buddisti presso Sanchi, ma non fu in grado di raggiungere il centro e poi lo abbandonò.
Fu segretario del governo indiano dal 1838 al 1843 e fu nominato cavaliere il 25 aprile 1844. Dal 1845 al 1849 fu vice governatore del Bengala e presidente del Consiglio dell'India.
Fu eletto alle elezioni generali del 1852 come membro del Parlamento (MP) per il Collegio di Rochester, ma non si ripresentò nel 1857.
Morì a Londra all'età di 77 anni e fu sepolto nel cimitero di Highgate.